# Hiperuricemia
La hiperuricemia es el aumento de la concentración del ácido úrico en sangre. Las concentraciones séricas de ácido úrico mayores de 6 mg / dL para mujeres, 7 mg / dL para hombres y 5.5 mg / dL para jóvenes (menores de 18 años) se definen como hiperuricemia.

## Etiología
Muchos factores contribuyen a la hiperuricemia, incluyendo genética, resistencia a la insulina, hipertensión, hipotiroidismo, enfermedad renal crónica, obesidad, dieta , sobrecarga de hierro , uso de diuréticos (por ejemplo, tiazidas, diuréticos de asa) y consumo excesivo de bebidas alcohólicas. De estos, el consumo de alcohol es el más importante.
Las causas de la hiperuricemia se pueden clasificar en tres tipos funcionales: aumento de la producción de ácido úrico, disminución de la excreción de ácido úrico y tipo mixto. Las causas del aumento de la producción incluyen altos niveles de purina en la dieta y aumento del metabolismo de las purinas. Las causas de la disminución de la excreción incluyen enfermedad renal, ciertos medicamentos y competencia por la excreción entre el ácido úrico y otras moléculas. Las causas mixtas incluyen altos niveles de alcohol y / o fructosa en la dieta y la inanición.

## Cuadro clínico
Inicialmente es asintomático pero suele acabar desencadenando la gota aguda o crónica al depositarse en las articulaciones, manifestándose con dolor articular, inflamación e impotencia funcional, esta última en casos muy avanzados, que suelen ser raros. La articulación más afectada es la del dedo gordo del pie y las rodillas. La hiperuricemia asintomática es la elevación del ácido úrico sin manifestaciones de gota, pero puede asociarse a un mayor riesgo cardiovascular y alteraciones metabólicas tales como el hígado graso no alcohólico. Aunque existen controversias sobre la hiperuricemia como factor de riesgo cardiovascular.

## Tratamiento
Es importante cuidar la alimentación para una adecuada profilaxis. Estando ya presente, la dieta estricta pobre en purinas (procedente de los ácidos nucleicos presentes en vísceras, carne de animal joven, etc.) puede prevenir escasamente el aumento del ácido úrico en la sangre, pues solo mejora la tasa en dos o tres miligramos.
Sin embargo la completa supresión del alcohol (el cual frena la metabolización hepática del ácido úrico) es más resolutiva.
El tratamiento médico es muy eficaz. Generalmente basta con alopurinol[cita requerida]
En ocasiones hay que asociar diuréticos específicos que aumentan su eliminación, pero hay otros diuréticos, tipo tiazidas, que lo disminuyen por lo que en principio estos últimos están contraindicados.